# Velika Braina
Velika Braina (cirill betűkkel Велика Браина, albánul Braina e Madhe) egy falu Szerbiában, a Jablanicai körzetben, a Medveđai községben.

## Népesség
- 1948-ban 289 lakosa volt.
- 1953-ban 291 lakosa volt.
- 1961-ben 231 lakosa volt.
- 1971-ben 125 lakosa volt.
- 1981-ben 84 lakosa volt.
- 1991-ben 59 lakosa volt
- 2002-ben 21 lakosa volt,[1] akik közül 16 szerb (76,19%), 4 montenegrói (19,04%) és 1 ismeretlen.[2]